# Nuklearmedicin
Nuklearmedicin (ibland Nukleärmedicin) är en medicinsk specialitet inriktad på diagnostisk och terapeutisk användning av radiofarmaka - radioaktiva läkemedel, vanligen en radionuklid bunden till en bärarmolekyl som avgör fördelning i kroppen, och används i avbildande undersökningar med hjälp av gammakamera. 

## Radionuklider och radioaktiva läkemedel
Radionuklider, oftast Teknetium-99m (99mTc), kopplas kemiskt till bärarmolekyler av olika slag, exempelvis Cardiolite (Sestamibi), Myoview, pyrofosfat, MAA, technegas, HDP, DTPA, MAG3, DMSA. Dessa tillförs patienten och ansamlas i vissa organ beroende på hur bärarmolekylen tas upp i kroppen, vilket möjliggör avbildning av kroppens inre organ. 

### Krav på radionuklider
En radionuklid som används för att avbilda organ måste uppfylla vissa krav:   
- Den måste utsända fotoner med en lämplig energi, typiskt mellan 50 och 500 keV.

- Den ska ha en lämplig halveringstid liknande tid som tiden mellan injektion och undersökning.

- Den måste kunna framställas i tillräckliga kvantiteter till en rimlig kostnad[1].

### Produktion av radionuklider
Radionukliderna som används vid nuklearmedicin är ofta 99mTc men även andra förekommer, exempelvis 18F, 51Cr, 67Ga. Dessa måste produceras på konstgjord väg då de är instabila och därför inte förekommer naturligt. Produktionen kan ske genom 4 olika metoder, cyklotron, radionuklidgenerator, fission och neutronaktivering. En cyklotron bombarderar en stabil atomkärna med laddade partiklar med hög energi. En generator förlänger livstiden för en atom med en kort halveringstid. Genom fission skapas nya nuklider genom klyvning av en atomkärna. Vid neutronaktivering bestrålas en stabil atomkärna med neutroner som då kan omvandlas till en radionuklid.  

## Undersökningar
Vid en nuklearmedicinsk undersökning, även kallad isotopundersökning, används radiofarmaka, dvs radioaktiva läkemedel som söker sig till ett visst organ eller viss vävnad. Därigenom kan funktionen hos organet eller vävnaden studeras och läkaren kan ställa rätt diagnos. Diagnosen utförs med hjälp av ett scintigram som påvisar det specifika organets radioaktivitetsfördelning. Med hjälp av detta fås väsentlig information om funktionen och ämnesomsättningen. Några vanliga nukleärmedicinska undersökningar är skelettskintigrafi, myocardskintigrafi och lungskintigrafi. Renografi är en funktionsundersökning av njuren där man studerar tidsförloppet för hur substanser utsöndras via njurarna till urinen.

Undersökningen inleds med att patienten inhalerar, sväljer eller injiceras intravenöst med en radioaktiv substans i en angiven mängd, även ett så kallat radiofarmakum. Patienten placeras sedan på en brits under en gammakamera som detekterar den utsända gammastrålningen från det radioaktiva upptaget och dess fördelning i det undersökta organet.

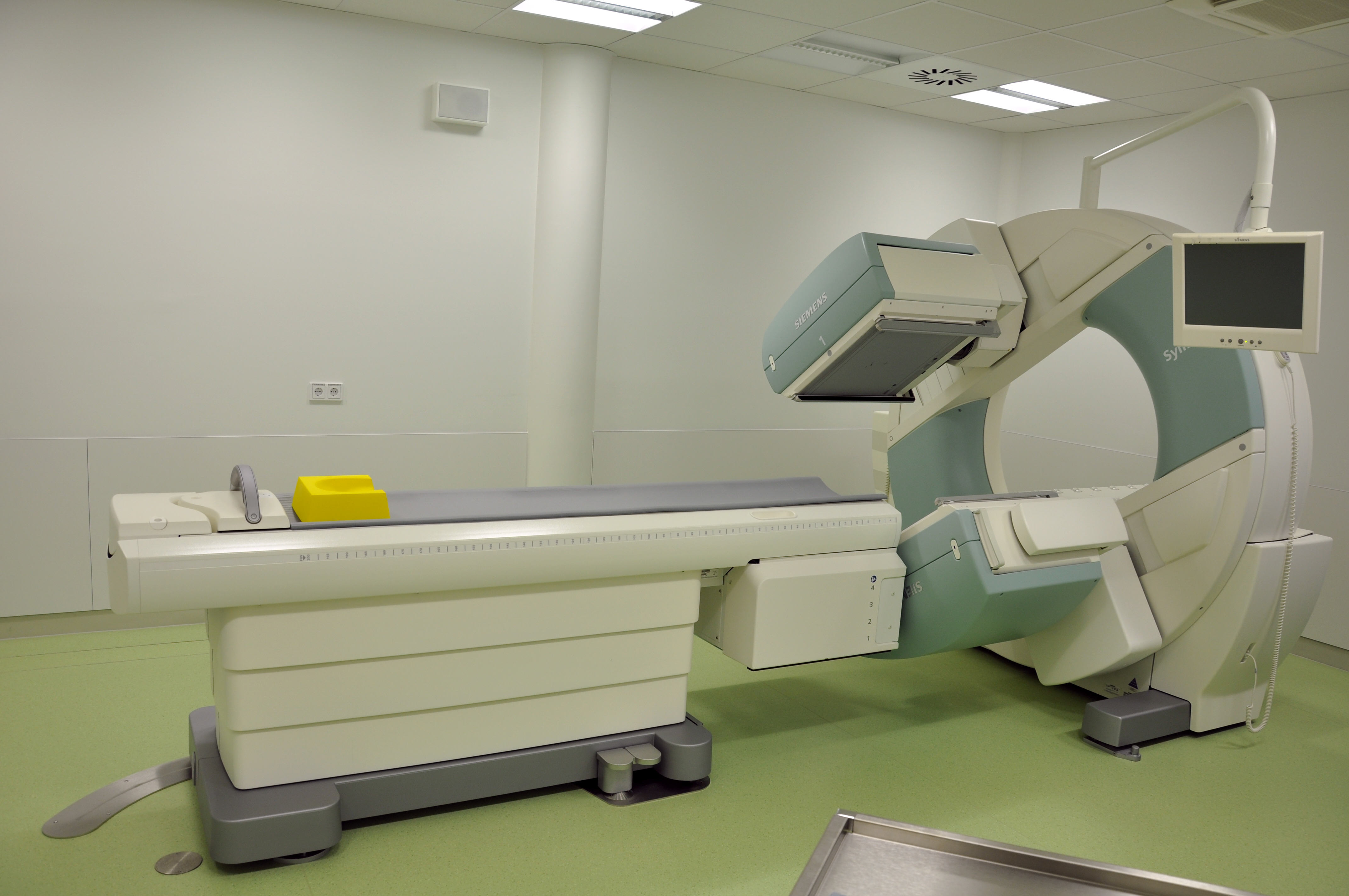
Bild på en gammakamera

Nuklearmedicin undersöker många sjukdomar och kritiska tillstånd såsom hjärtinfarkt, spridd cancer, nedsatt njurfunktion med mera. Metoden utnyttjar radiofarmakumet som avger energi i form av gammastrålning. Strålningen detekteras i sin tur av en gammakamera som är kopplad till en dator. Via bilderna på datorn och scintigrammet från det undersökta organet kan läkaren sammanställa en diagnos som i sin tur kan behandlas med den nuklearmedicinska bilden som underlag. Nuklearmedicin inkluderar även andra metoder såsom positronemissionstomografi, PET, som utnyttjar fotoner som har sitt ursprung från en annihilation av positroner. Dessa utsänds vid β+-sönderfall som kan uppstå då en kärna har ett överskott på protoner. Den absolut vanligaste radionukliden vid PET är 18F, oftast i form av fluorodeoxyglukos (FDG) vilket tas upp på samma sätt som glukos och därmed tillåter bildtagning av patientens metabolism. Det används huvudsakligen vid tumörkartläggning. 
En annan metod är Single Photon Emission Computed Tomography, SPECT, som tar bilder av radioaktivitetsfördelningen i olika vinklar vilket möjliggör tredimensionell tomografisk rekonstruktion av det fysiologiska upptaget av radiofarmaka. Både PET och SPECT kombineras ofta med datortomografi, DT eller CT, i samma undersökning, för att möjliggöra fusion av anatomisk information från DT med den funktionella informationen från den nuklearmedicinska modaliteten. Dessutom kan attenueringsdatan i DT användas för att kompensera för attenuering av gammastrålning i patienten. Detta kallas attenueringskompensation .

### Tillämpningar med99mTc
99mTc är den absolut vanligaste radionukliden och förekommer i många nuklearmedicinska undersökningar. Den har en lämplig halveringstid på 6 timmar samt en fotonenergi som är användbar för många undersökningar. 99mTc produceras lämpligen i en så kallad radionuklidgenerator där 99Mo sönderfaller till 99mTc. Moderkärnan sönderfaller genom β- vilket lämnar dotterkärnan i ett exciterat tillstånd. Detta tillstånd är metastabilt och deexciteras genom fotonemission eller intern konversion. Moderkärnan produceras typiskt genom fission i kärnreaktorer. Då moderkärnan och dotterkärnan har olika kemiska egenskaper kan dotterkärnan extraheras på kemisk väg och sen kan cykeln börja om .
Nedan visas exempel på undersökningar där radionukliden 99mTc används och tillstånd som kan diagnostiseras. 
| Undersökning           | Sjukdom                      |
| Skelettscintigrafi     | Metastaser, tumörer          |
| Njurscintigrafi        | Avflödeshinder, njurfunktion |
| Lungscintigrafi        | Lungemboli                   |
| Sköldkörtelscintigrafi | Sköldkörtelcancer            |
| CBF-undersökning       | Hjärnblödning                |
| Myokardscintigrafi     | Hjärtinfarkt                 |

## Historik
Nuklearmedicin introducerades 1959 av läkaren Saul Hertz. Han startade med frågan ”Kan man skapa artificiell jod”?

## Strålskydd
Sedan Fukushima-incidenten har en oro väckts angående exponering för joniserad strålning och detta har prioriterats i bland annat medicinska syften. Nuklearmedicinska undersökningar strävar efter så lite stråldosering som möjligt samtidigt som man strävar efter en god bildkvalité. Undantag görs ibland för barn, gravida och kvinnor som ammar. 
Radioaktiva läkemedel används också vid behandlingar för att oskadliggöra sjuka delar av organ eller vävnad. Vanligaste är behandling av sköldkörteln med radioaktivt jod, jod-131.